# فيدل باسا
فيدل باسا (بالإسبانية: Fidel Bassa)‏ مواليد 18 ديسمبر 1962 في كولومبيا، هو ملاكم محترف كولومبي يصنف ضمن فئة وزن الذبابة. حقق بطولة رابطة الملاكمة العالمية.

## إحصائيات
خاض خلال مسيرته 24 نزالا، فاز في 22 وتعادل في 1 وخسر في 1. فاز بالضربة القاضية في 15 نزالا.

## روابط خارجية
- فيدل باسا على موقع بوكس ريك (الإنجليزية) (registration required)